# Novofedorivka, Lutuhîne
Novofedorivka (în ucraineană Новофедорівка) este un sat în comuna Volnuhîne din raionul Lutuhîne, regiunea Luhansk, Ucraina.

## Demografie
Componența lingvistică a localității Novofedorivka
     Ucraineană (79,65%)
     Rusă (16,02%)
Conform recensământului din 2001, majoritatea populației localității Novofedorivka era vorbitoare de ucraineană (79,65%), existând în minoritate și vorbitori de rusă (16,02%) și armeană (3,9%).